# علاء الدين مسعود شاه بن ركن الدين
علاء الدين مسعود شاه بن ركن الدين سابع سلاطين مماليك الهند في سلطنة دلهي، حكم مسعود شاه دلهي في الفترة (1242 - 1246).

## الحكم
بعد أن تم اغتيال معز الدين بهرام شاه بن التتمش على يد جيشه في عام 1242 بعد سنوات من الاضطراب، اختار قادة الجيش مسعود شاه ليصبح الحاكم القادم، فكان أكثر من دمية لقيادة الجيش التي تقود دلهي من خلاله، ولم يكن لديه بشكل فعلي الكثير من القوة أو النفوذ في الحكومة، وأصبح سيئ السمعة لولعه باللهو والنبيذ، وعندما حلت سنة 1246 أصبح رؤساء الجيش يضيقون ذرعًا بعلاء الدين، فقرروا عزله من السلطة، وعينوا بدلًا منه ناصر محي الدين محمود.

## معرض صور

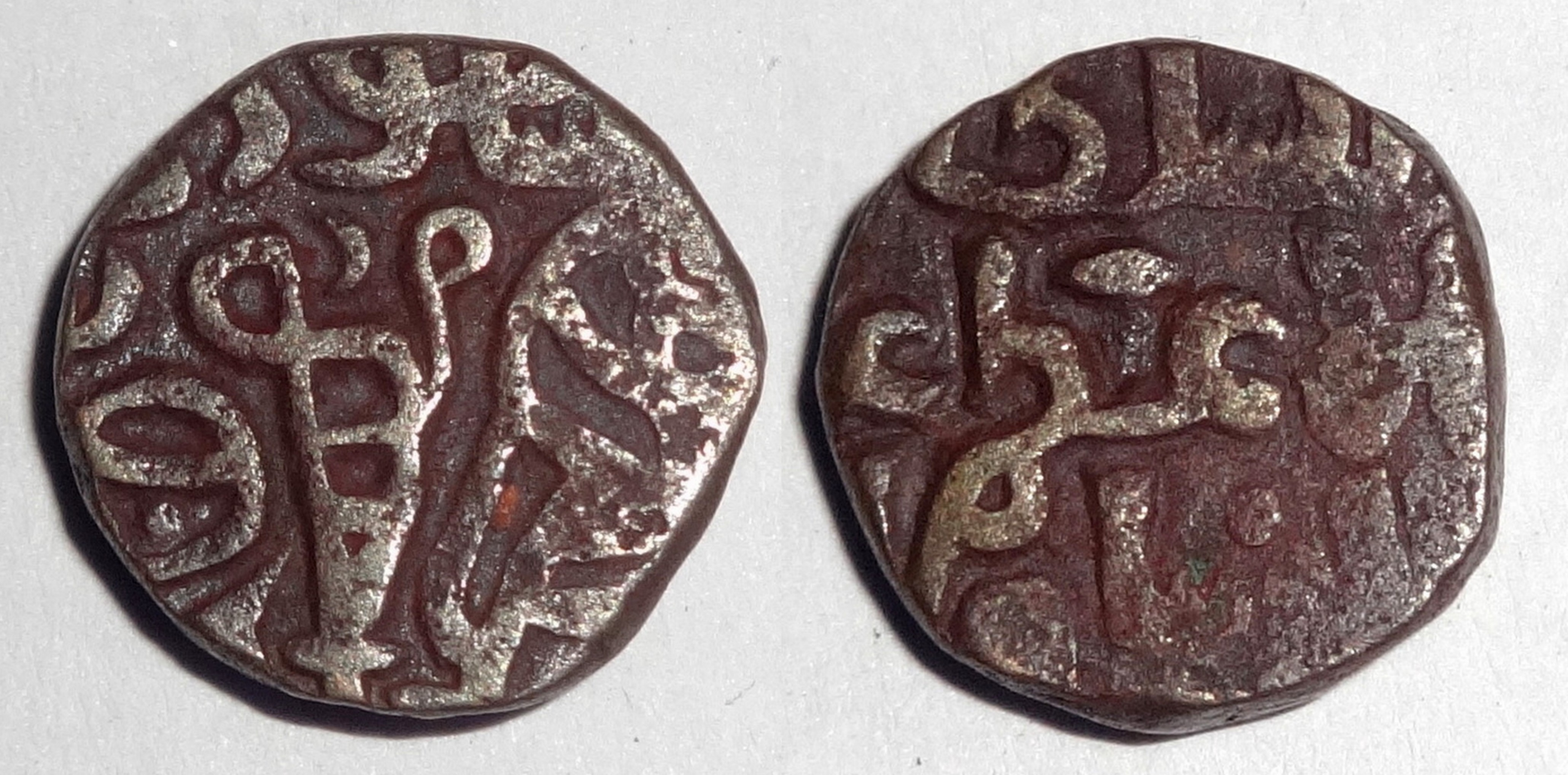
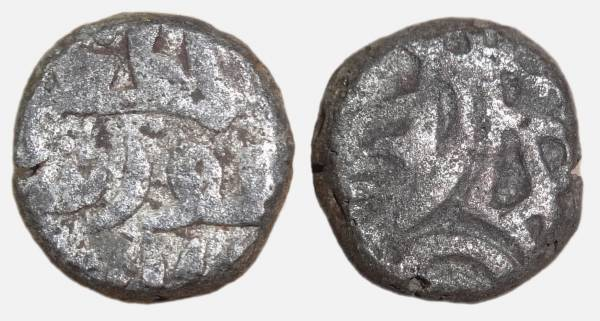
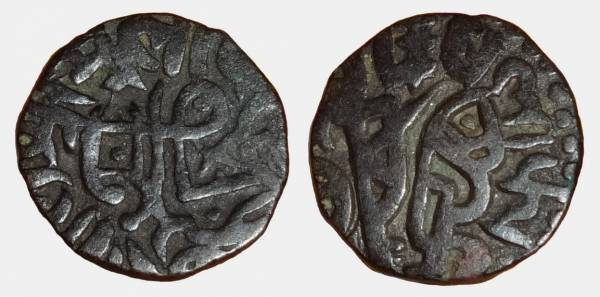
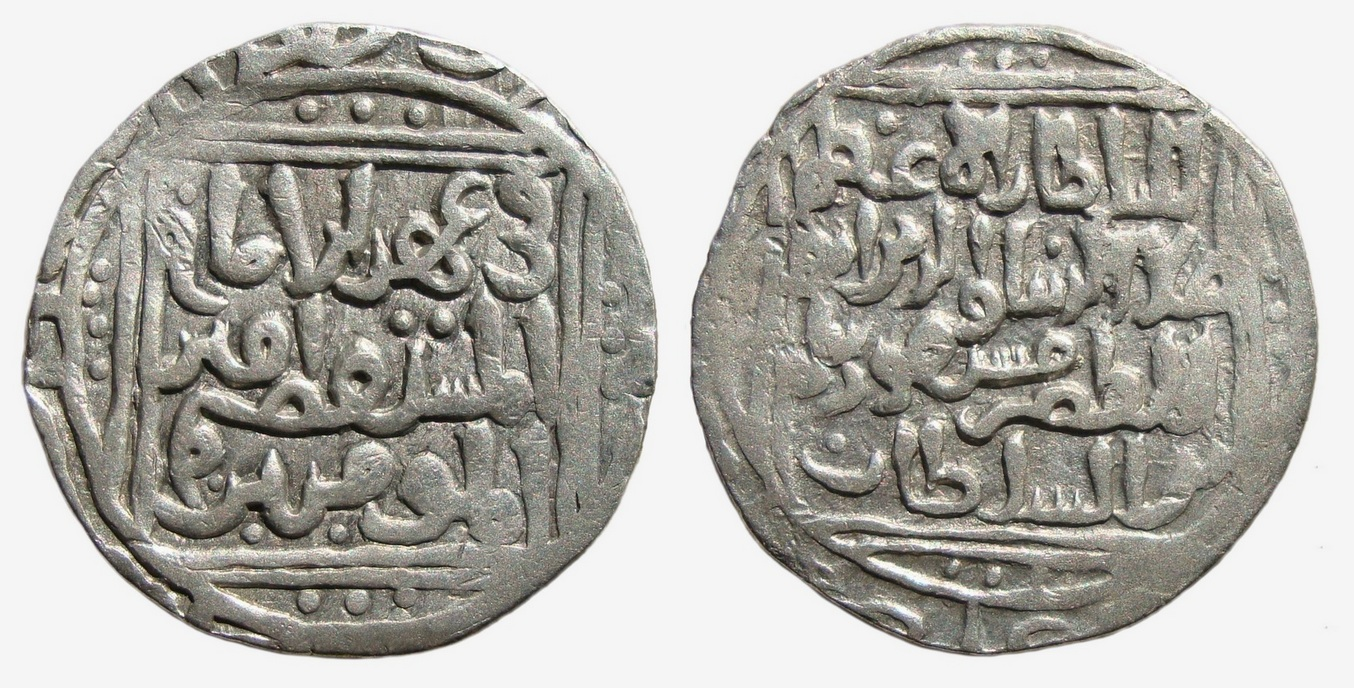